# 基因的语言
《基因的语言》（英語：The Language of the Genes）是史蒂夫·琼斯创作的一本关于遗传和进化的科普书籍，1993年由哈珀柯林斯出版社出版，介绍了当时分子生物学的一些新进展，包括人类基因组计划等，并获当年的英国皇家学会科学图书奖。